# Fire Within (álbum)
Fire Within es el segundo álbum de estudio de la cantante británica Birdy (nombre artístico de Jasmine van den Bogaerde). Su lanzamiento tuvo lugar el 16 de septiembre de 2013 por Atlantic Records en Europa y Oceanía. El álbum incluye los sencillos Wings, No Angel y Light Me Up. Mientras que su primer álbum incluía fundamentalmente canciones versionadas, este álbum recoge fundamentalmente composiciones propias. El lanzamiento en Norteamérica se vio aplazado hasta el 3 de junio de 2014. Anteriormente, un EP titulado Breathe, lanzado el 24 de septiembre de 2013, había anticipado varias canciones.

## Sencillos
Wings fue lanzado el 29 de julio de 2013 como primer sencillo del álbum y primero también compuesto originalmente por Birdy. El sencillo llegó al número 16 en la UK Singles Chart.
No Angel fue lanzado el 23 de septiembre de 2013 como segundo sencillo del álbum.
Light Me Up fue lanzado el 23 de febrero de 2014 como tercer sencillo del álbum.
Words As Weapons fue lanzado el 14 de abril de 2014 como cuarto sencillo del álbum.

## Recepción crítica
En general, Fire Within cosechó reseñas positivas de los críticos de música. En Metacritic, que asigna una calificación habitual de 100 puntos para las reseñas de los críticos más importantes, el álbum obtuvo una puntuación media de 66. Esto suele significar una crítica favorable.

## Lista de canciones
| N.º   | Título                         | Escritor(es)                                    | Productor(es)                 | Duración |  |
| 1.    | «Wings»                        | Jasmine van den Bogaerde y Ryan Tedder          | Rich Costey y Ryan Tedder     | 4:12     |  |
| 2.    | «Heart of Gold»                | Van den Bogaerde                                | Costey, John Hill y Eric Rose | 4:12     |  |
| 3.    | «Light Me Up»                  | Van den Bogaerde y Kid Harpoon                  | Costey y Hill                 | 4:15     |  |
| 4.    | «Words As Weapons»             | Van den Bogaerde y Tedder                       | Tedder                        | 3:59     |  |
| 5.    | «All You Never Say»            | Van den Bogaerde y Dan Wilson                   | Jim Abbiss                    | 4:38     |  |
| 6.    | «Strange Birds»                | Van den Bogaerde, Sia Furler y Ariel Rechtshaid | Abbiss, Alex H. N. Gilbert    | 3:03     |  |
| 7.    | «Maybe»                        | Van den Bogaerde y Wilson                       | Abbiss y Wilson               | 3:14     |  |
| 8.    | «No Angel»                     | Van den Bogaerde y Ben Lovett                   | Abbiss                        | 4:03     |  |
| 9.    | «All About You»                | Van den Bogaerde y Wilson                       | Abbiss y Costey               | 4:37     |  |
| 10.   | «Standing In The Way Of Light» | Van den Bogaerde y Fraser T. Smith              | Fraser T. Smith               | 4:04     |  |
| 11.   | «Shine»                        | Van den Bogaerde                                | Abbiss                        | 4:04     |  |
| 43:43 |                                |                                                 |                               |          |  |

| Pistas adicionales de la edición deluxe |            |                                 |                                   |          |  |
| N.º                                     | Título     | Escritor(es)                    | Productor(es)                     | Duración |  |
| 12.                                     | «The Same» | Van den Bogaerde y Greg Wells   | Greg Wells                        | 3:29     |  |
| 13.                                     | «Dream»    | Van den Bogaerde y Ben Lovett   | Lovett, Gilbert y Jamie Muhoberac | 1:52     |  |
| 14.                                     | «Older»    | Van den Bogaerde                | Alex H. N. Gilbert                | 3:57     |  |
| 15.                                     | «Home»     | Van den Bogaerde y Jake Gosling | Jake Gosling                      | 4:17     |  |
| 56:37                                   |            |                                 |                                   |          |  |

| Versión norteamericana |                                |                                                 |                                |          |  |
| N.º                    | Título                         | Escritor(es)                                    | Productor(es)                  | Duración |  |
| 1.                     | «Skinny Love»                  | Justin Vernon                                   | Alex H. N. Gilbert             | 3:23     |  |
| 2.                     | «Wings»                        | Van den Bogaerde y Lovett                       | Costey y Tedder                | 4:12     |  |
| 3.                     | «Heart of Gold»                | Van den Bogaerde                                | Costey                         | 3:34     |  |
| 4.                     | «Light Me Up»                  | Van den Bogaerde, Harpoon                       | Costey, Tedder y Jerrod Bettis | 3:59     |  |
| 5.                     | «Words As Weapons»             | Van den Bogaerde y Tedder                       | Tedder                         | 3:41     |  |
| 6.                     | «All You Never Say»            | Van den Bogaerde y Wilson                       | Hill y Wilson                  | 4:28     |  |
| 7.                     | «Strange Birds»                | Van den Bogaerde, Sia Furler y Ariel Rechtshaid | Abbiss                         | 3:03     |  |
| 8.                     | «Maybe»                        | Van den Bogaerde y Wilson                       | Abbiss                         | 3:14     |  |
| 9.                     | «No Angel»                     | Van den Bogaerde y Lovett                       | Abbiss                         | 4:03     |  |
| 10.                    | «All About You»                | Van den Bogaerde y Wilson                       | Abbiss                         | 4:37     |  |
| 11.                    | «Standing In The Way Of Light» | Van den Bogaerde, Smith                         | Smith                          | 4:04     |  |
| 12.                    | «Shine»                        | Van den Bogaerde                                | Abbiss                         | 4:04     |  |
| 13.                    | «People Help The People»       | Simon Aldred                                    | James Ford                     | 4:16     |  |
| 50:38                  |                                |                                                 |                                |          |  |

## Listas de éxitos
| Lista (2011–13)                               | Posición |
| --------------------------------------------- | -------- |
| Media Control Charts                          | 5        |
| ARIA Charts                                   | 5        |
| Ö3 Austria Top 40                             | 7        |
| Ultratop (Flandes)                            | 4        |
| Ultratop (Valonia)                            | 2        |
| Tracklisten                                   | 31       |
| Top 100 Álbumes                               | 9        |
| Top 100 Álbumes                               | 41       |
| Billboard 200                                 | 24       |
| US Alternative Albums                         | 5        |
| US Folk Albums                                | 5        |
| US Rock Albums                                | 5        |
| Suomen virallinen lista                       | 48       |
| Syndicat National de l'Édition Phonographique | 4        |
| Magyar Hanglemezkiadók Szövetsége             | 6        |
| Irish Albums Chart                            | 7        |
| Federazione Industria Musicale Italiana       | 73       |
| VG-lista                                      | 30       |
| Recorded Music NZ                             | 5        |
| MegaCharts                                    | 3        |
| Polish Music Charts                           | 18       |
| UK Albums Chart                               | 8        |
| Schweizer Hitparade                           | 1        |

| Lista (2013)                                  | Posición |
| --------------------------------------------- | -------- |
| Media Control Charts                          | 72       |
| Ultratop (Flandes)                            | 33       |
| Ultratop (Valonia)                            | 25       |
| Syndicat National de l'Édition Phonographique | 54       |
| Magyar Hanglemezkiadók Szövetsége             | 54       |
| MegaCharts                                    | 66       |
| Schweizer Hitparade                           | 34       |

| Lista (2014)                                  | Posición |
| --------------------------------------------- | -------- |
| Ultratop (Flandes)                            | 44       |
| Ultratop (Valonia)                            | 68       |
| Syndicat National de l'Édition Phonographique | 195      |
| US Folk Albums                                | 46       |
| Magyar Hanglemezkiadók Szövetsége             | 82       |
| Schweizer Hitparade                           | 81       |

## Certificaciones
| Territorio  | Organismo certificador            | Certificación | Ventas certificadas | Ref.   |
| ----------- | --------------------------------- | ------------- | ------------------- | ------ |
| Alemania    | BVMI                              | Oro           | 100 000             | [ 50 ] |
| Austria     | IFPI AUS                          | Oro           | 7500                | [ 51 ] |
| Francia     | SNEP                              | Platino       | 100 000             | [ 52 ] |
| Hungría     | Magyar Hanglemezkiadók Szövetsége | Oro           | 2000                | [ 53 ] |
| Reino Unido | British Phonographic Industry     | Oro           | 100 000             | [ 54 ] |
| Suiza       | IFPI SWI                          | Oro           | 10 000              | [ 55 ] |